# Клинокский сельсовет
Клино́кский сельсовет — административная единица на территории Червенского района Минской области Республики Беларусь.

## Состав
Клинокский сельсовет включает 16 населённых пунктов:
- Волма — деревня.
- Городище — деревня.
- Зайцы — деревня.
- Иваничи — деревня.
- Клинок — деревня.
- Красный Берег — деревня.
- Криница — деревня.
- Куколевка — деревня.
- Лежни — деревня.
- Озёрный — деревня.
- Оточная Слобода — деревня.
- Петровинка — деревня.
- Рудня Островитая — деревня.
- Турец — агрогородок.
- Убель — деревня.
- Чесловое — деревня.

Ранее входил ныне упразднённый хутор Заберезянка (сейчас Заимка Качерского (Усадьба Качерского) — охотничий домик).